# Расмус Альм
Расмус Альм (швед. Rasmus Alm, нар. 17 серпня 1995, Ландскруна, Швеція) — шведський футболіст, атакувальний півзахисник клубу МЛС «Сент-Луїс Сіті».

## Ігрова кар'єра
Расмус Альм народився у місті Ландскруна і займатися футболом починав у місцевих клубах нижчих дивізіонів. У віці 14 - ти років він перейшов до футбольної школи клубу «Ландскруна», де пройшов шлях він юнацької команди до основи. У вересні 2013 року Альм дебютував у першій команді у турнірі Супереттан.
У грудні 2017 року Альм підписав чотирирічний контракт з клубом «Броммапойкарна», у складі якого дебютував у Аллсвенскан. Та вже у листопаді 2018 року футболіст перейшов до клубу «Дегерфорс», з яким знову повернувся до Супереттан.
Влітку 2019 року Альм уклав угоду на 3,5 роки з клубом Аллсвенскан «Ельфсборг». Вже за кілька днів футболіст зіграв першу гру у новій команді. За результатами сезону 2020 року разом з командою Альм став срібним призером чемпіонату Швеції.
По закінченню сезону 2022 року Расмус Альм підписав контракт з клубом МЛС «Сент-Луїс Сіті», який дебютував у турнірі МЛС у 2023 році.

### Титули
Ельфсборг
 Віце-чемпіон Швеції: 2020